# Дитячий пісенний конкурс Євробачення 2010
Дитячий конкурс пісні Євробачення 2010 — восьмий дитячий конкурс пісні Євробачення. Проходив у столиці Білорусі — Мінську. Дата проведення конкурсу — 20 листопада 2010 року.

## Таблиця учасників
| №  | Країна             | Мова                   | Артист                    | Пісня                      | Бали | Місце |
| 1  | Литва              | литовська              | Бартас                    | Окі-Докі                   | 67   | 6     |
| 2  | Молдова            | румунська              | Штефан Рошкован           | AlliBaba                   | 54   | 8     |
| 3  | Нідерланди         | голландска             | Анна і Сенна              | My Family                  | 52   | 9     |
| 4  | Сербія             | сербська               | Соня Шкорич               | Чаробна ноч                | 113  | 3     |
| 5  | Україна            | українська             | Юлія Гурська              | Мій літак                  | 28   | 14    |
| 6  | Швеція             | шведська               | Джозефін Ріделл           | Allt jag vill ha           | 48   | 11    |
| 7  | Росія              | російська і англійська | Дует «Волшебный микрофон» | Boy & Girl                 | 119  | 2     |
| 8  | Латвія             | латиська               | Шарлотта Ленмане          | Viva La Dance              | 51   | 10    |
| 9  | Бельгія            | нідерландська          | Jill & Lauren             | Get Up!                    | 61   | 7     |
| 10 | Вірменія           | вірменська             | Володимир Арзуманян       | Мама                       | 120  | 1     |
| 11 | Мальта             | англійська             | Ніколь Аццопарді          | Knock Knock!.. Boom! Boom! | 35   | 13    |
| 12 | Білорусь           | російська              | Данил Козлов              | Музыки свет                | 85   | 5     |
| 13 | Грузія             | грузинська             | Маріам Кахелішвілі        | Mari-Dari                  | 109  | 4     |
| 14 | Північна Македонія | македонська            | Аня Ветерова              | Магична Песна              | 38   | 12    |